# Podagrion terebrator
Podagrion terebrator är en stekelart som beskrevs av Masi 1917. Podagrion terebrator ingår i släktet Podagrion och familjen gallglanssteklar.
Artens utbredningsområde är Seychellerna. Inga underarter finns listade i Catalogue of Life.